# Remi Lake
Remi Lake är en sjö i Kanada.   Den ligger i Cochrane District och provinsen Ontario, i den sydöstra delen av landet, 600 km nordväst om huvudstaden Ottawa. Remi Lake ligger 225 meter över havet. Arean är 24,9 kvadratkilometer. Den sträcker sig 8,9 kilometer i nord-sydlig riktning, och 5,7 kilometer i öst-västlig riktning.
I omgivningarna runt Remi Lake växer i huvudsak blandskog. Runt Remi Lake är det mycket glesbefolkat, med 4 invånare per kvadratkilometer.